# Касаткин, Николай Иванович
Николай Иванович Каса́ткин  (2 марта 1932 — 26 октября 2019) — советский, российский художник. Переосмысливал в новом контексте реалистическое направление в русском искусстве.

## Биография
Родился в деревне Жуково Смоленской области. С 1933 года жил в Москве. С 1946 по 1952 годы учился в МСХШ. В 1959 году окончил МГХИ им. Сурикова (станковая мастерская Евгения Кибрика на факультете графики). После окончания института в течение 30 лет сотрудничал с мастерской эстампа издательства «Изобразительное искусство», выполнив для тиражирования более 50 работ (линогравюр, офортов, литографий). С 1959 года принимал участие в выставках графики и живописи. С 1961 по 1993 годы преподавал в Заочном Народном университете искусств. В выставках принимал участие с 1959 года. С 1973 года член Московской организации Союза художников СССР. Член Международного Художественного Фонда.
Его индивидуальный творческий мир сложился в кругу московских авторов «другого искусства», прежде всего Эрика Булатова и Олега Васильева. После института его художественные поиски лежали в русле постсезаннистских экспериментов (в том числе под влиянием живописи Роберта Фалька), затем — на стыке картины и объекта. Художник исследовал воздействие на живопись фотографии и произведений китча.
Писал картины в жанрах пейзаж, портрет, натюрморт, но излюбленным для Касаткина был психологический пейзаж, где художник мастерски работал с различными планами пространства, виртуозно обыгрывал пограничные состояния природы и времени суток, тонко использовал нюансы освещения. В формах от натурного этюда до «программной» картины он свободно комбинировал мотивы хрестоматийных ландшафтов передвижников (Фёдора Васильева, Ивана Шишкина, Исаака Левитана) и собственные пространственные идеи. С 1983 года Касаткин в летний сезон жил и работал в деревне Воронцово Смоленской области, пейзажи которой занимали ключевое место в его творчестве.
Художник представлен галереей pop/off/art.
Николай Иванович Касаткин скончался 26 октября 2019 года.

## Персональные выставки
- 2022 — «В конце пути. К 90-летию художника». Галерея pop/off/art. Москва
- 2020-2019 — «Николай Касаткин. Природа картины, картины природы». ГЦСИ Арсенал. Нижний Новгород
- 2019-2018 — «Николай Касаткин. Двойная перспектива». Музей современного искусства PERMM. Пермь
- 2018 — «Николай Касаткин. Двойная реальность». Музейный центр «Площадь Мира». Красноярск
- 2018 — «Пространства картины». Костромской музей-заповедник. Кострома
- 2015 — «Оглядываясь назад. Ретроспектива 2015-1948 гг.». Центральный «Манеж», Москва.
- 2015 — «Двойная картина». Государственная Третьяковская Галерея совместно с галереей pop/off/art, Москва.
- 2012 — «Тени и отражения». Галерея «pop/off/art», Москва.
- 2012 — «…из какого сора». Галерея А3, Москва.
- 2009 — «Измайлово — Воронцово». Галерея«pop/off/art», Москва.
- 2007 — «Следы. Продолжение». Галерея «pop/off/art», Москва.
- 2005 — «Небо. Облака» (Совместно с Е. Гороховским). Галерея «pop/off/art», Москва.
- 2004 — «Следы», галерея «Сэм Брук», Москва.
- 2003 — Выставка, Здание правительства Москвы (Тверская, 13).
- 2002 — «В пути», ретроспективная выставка (к 70-летию). Галерея «На Солянке», Москва.
- 2001 — «Пространства картины», галерея «А3», Москва.
- 2001 — «От цивилизации к природе», галерея «Rus-Arta», Москва.
- 1999 — «Превращения пейзажа», галерея «А3», Москва.
- 1998 — «Картина в картине», Выставочный зал Российского фонда культуры, Москва.
- 1998 — «Возникновение картины», выставочный зал «Дом», Москва.
- 1997 — «Мамины коврики», галерея «Феникс», Москва.
- 1994 — «Русские ландшафты», Галерея «Altes notariat», Ройтлинген, Германия.
- 1991 — Ретроспективная выставка, Выставочный зал Смоленского музея-заповедника, Смоленск.
- 1983 — Ретроспективная выставка, Дом Художника на Кузнецком мосту, 11, Москва.
- 1968 — Выставка, кафе «Синяя птица», Москва.
- 1967 — Выставка, Журнал «Смена», Москва.
- 1966 — Ретроспективная выставка, Чита.
- 1965 — Выставка (совместно с В.Галацким), Дом Художника на ул. Жолтовского, 17, Москва.
- 1964 — Выставка эстампов, клуб ДК "Химик", Усолье-Сибирское, Иркутская обл.
- 1964 — Выставка графики, Лимнологический институт, посёлок Листвянка, Иркутская обл.

## Групповые выставки
- 2020-2019 — Колыбель стилей. К 90-летию Московского академического художественного лицея. Московский академический художественный лицей. Москва
- 2019 — Между нулем и единицей. Александр Панкин и авангарды. Московский музей современного искусства. Москва
- 2018 — Отражение. Московский академический художественный лицей. Москва
- 2014 — Украшение красивого. Элитарность и китч в современном искусстве. Центр современного искусства «Заря». Владивосток
- 2013 — Украшение красивого. Элитарность и китч в современном искусстве. Художественный Музей им. И.Н. Крамского. Воронеж; Галерея 16thLINE. Ростов-на-Дону; Государственный центр современного искусства. Владикавказ
- 2012 — Украшение красивого. Элитарность и китч в современном искусстве. Государственная Третьяковская галерея. Москва
- 2011 — Обратная перспектива. Параллельная программа 4 Московской биеннале современного искусства. Галерея pop/off/art. Москва
- 2010 — Всегда другое искусство. Коллекция Виктора Бондаренко. Московский музей современного искусства. Москва
- 2006 — Картина нового века. Московская живопись 2000-х годов. Белгородский государственный художественный музей. Белгород
- 2005 — Классики и современники. Галерея pop/off/art. Москва
- 2005 — Пути живописи. Изобразительное искусство второй половины XX века из собрания музея «Новый Иерусалим». Историко-архитектурный и художественный музей «Новый Иерусалим». Истра
- 2005 — Шестой. Гороскоп на 2006 год в картинах. Галерея pop/off/art. Москва
- 2004 — Война и мир. Всероссийский музей декоративно-прикладного и народного искусства. Москва
- 2004 — Последняя? Выставка. Выставочный зал Российского фонда культуры. Москва
- 2004 — Дары московских художников 2001-2004гг. ЦВЗ Вологодской областной картинной галереи. Вологда
- 2004 — Дары московских художников музеям России. Московский дом художника на Кузнецком мосту. Москва
- 2004 — Пейзаж. Галерея «Файн Арт». Москва
- 2003 — Фигуратив как абстракция. Галерея «Сэм Брук». Москва
- 2003 — Объекты и вещи. Всероссийский музей декоративно-прикладного и народного искусства. Москва
- 2003 — Антитеррор. Центр аутизма; Галерея «Кентавр». Москва; Солнечногорский историко-краеведческий музей. Солнечногорск
- 2002 — Контрэволюция. Всероссийский музей декоративно-прикладного и народного искусства. Москва
- 2002 — Выставка посвященная 10-тилетию Международного художественного фонда. Русско-Немецкий дом. Москва
- 2002 — Пространство объекта. Всероссийский музей декоративно-прикладного и народного искусства. Москва
- 2002 — Летние каникулы. Галерея «Файн Арт». Москва
- 2002 — Мастерство и молодость. Галерея А3. Москва
- 2002 — Реакция. Галерея А3. Москва
- 2002 — Зима по-русски. Галерея Rus-Arta. Москва
- 2002 — 45 лет в искусстве и об искусстве. Галерея искусств Зураба Церетели. Москва
- 2001 — Художники круга ДИ. Российская Академия художеств. Москва
- 2001 — АтлАнтидА. 15 лет в Староконюшенном. Галерея А3. Москва
- 2001 — Московские художники. Первая галерея. Махачкала
- 2000 — Диалог поколений. Российская Академия художеств. Москва
- 2000 — Коллекция Г.Осецимской. Московский музей современного искусства. Москва
- 2000 — Тибет 2001. Выставочный зал Российского фонда культуры. Москва
- 2000 — Московский международный художественный салон ЦДХ-2000. Центральный дом художника. Москва
- 1999 — Художники программы «Музей». Выставочный зал Российского фонда культуры. Москва
- 1999 — Идея музея СССР. Центр академика Сахарова. Москва
- 1999 — Сердце отечества. Галерея А3. Москва
- 1999 — Первая Новосибирская Международная бьеннале. Городская картинная галерея. Новосибирск
- 1998 — Сюрреализм на службе революции. Галерея А3. Москва
- 1998 — Благотворительная выставка. Посольство Франции в России. Москва
- 1997 — Коллекция Е. Нутовича. Государственный музей изобразительных искусств им. А.С.Пушкина. Москва
- 1997 — Мы твои художники Москва. МХАТ. Москва
- 1996 – 1994 — Galerie Alte Post. Вестерланд. Германия. Galerie Crea. Брюгге. Бельгия
- 1994 — Московские художники. Новый взгляд. Выставочный центр «Московская галерея». Москва
- 1992 — Galerie Karenina. Вена. Австрия
- 1991 — Выставка российских художников «Реализм и авангард». Park hotel Taunus. Франкфурт-на-Майне. Германия
- 1991 — Выставка посвященная поэтам Яну Сатуновскому и Михаилу Соковнину. Государственный литературный музей. Москва
- 1990 — Групповая выставка ( А.Гроссицкий, Н.Касаткин, Д. Пригов, И. Шелковский). Выставочный зал «На Каширке». Москва
- 1989 — I Международная выставка-манифестация «Искусство в защиту окружающей среды». Варшава. Польша
- 1989 — Автопортрет. Дом Художника на Кузнецком мосту 11. Москва
- 1988 — II Выставка объединения московских художников «Художник и современность». Дом Художника на Кузнецком мосту 11. Москва
- 1988 — Лабиринт. Дворец молодежи. Москва
- 1988 — Вечер встречи Советских и Итальянских художников. Центральный дом художника. Москва
- 1987 — І Выставка объединения московских художников «Художник и современность». Галерея «На Каширке». Москва
- 1987 — Ретроспекция. Государственный Эрмитаж. Москва
- 1984 — II Всесоюзная выставка рисунка. Центральный дом художника. Москва
- 1983 — Нетрадиционные материалы в скульптуре. Дом Художника на Кузнецком мосту 11. Москва
- 1978 — Выставка-вечер «Живопись графиков». Дом Художника на Кузнецком мосту 11. Москва
- 1967 — Выставка живописи. Телевизионный интернациональный клуб студентов. Москва
- 1966 — Вечер с поэтами Всеволодом Некрасовым и Михаилом Соковниным. Московский институт медсантехники. Москва
- 1963 — Выставка эстампов ИЗОГИЗа. Государственный музей изобразительных искусств им. А.С.Пушкина. Москва
- 1962 — Выставка молодых художников не членов МОСХ. ВЗ на Беговой улице. Москва
- 1960 — I выставка «Советская Россия». ЦВЗ «Манеж». Москва
- 1959 — 7-я Всесоюзная выставка дипломных работ. Академия художеств СССР. Москва

## Работы находятся в собраниях
- Государственный музей изобразительных искусств им. А. С. Пушкина, Москва
- Государственная Третьяковская галерея, Москва
- Московский музей современного искусства, Москва
- Российский фонд культуры, Москва
- Архангельский художественный музей, Архангельск
- Вологодская областная картинная галерея, Вологда
- Объединённый мемориальный музей Юрия Гагарина, Гагарин, Смоленская область
- Историко-архитектурный и художественный музей «Новый Иерусалим», Истра, Московская область
- Новосибирский государственный художественный музей, Новосибирск
- Пензенская областная картинная галерея имени К. А. Савицкого, Пенза
- Смоленский музей-заповедник, Смоленск
- Ярославский художественный музей, Ярославль
- Собрание Евгения Нутовича, Москва
- Музей Джейн Вурхис Зиммерли, коллекция Нортона и Нэнси Додж, Ратгерс университет, Нью-Брансвик, Нью-Джерси, США

## Избранные произведения
- «Счастливый билет (Окно троллейбуса)», 1975—1980 гг.
- «Осенний разговор», 1983 год
- «Натюрморт с противогазом», 1986 год
- «Август. Прощание с летом», 1986 год
- «Семейный портрет», 1987 год
- «На групповой выставке», 1988 год
- «Колодец», 1993 год
- «Уход»(из цикла «Мамины коврики»), 1995 год
- «Зима в деревне»(из цикла «Мамины коврики»), 1996 год
- «Октябрь», 1997 год
- «Вётлы», 1998 год
- «Утро», 1999 год
- «Сон», 2000 год
- «Закат»(Из цикла «Лужи»), 2001 год
- «С крыльца», 2001 год
- «Закат»(Из цикла «Следы»), 2004 год
- «Весна»(Из цикла «Следы»), 2004 год
- «Взгляд. Пейзаж с трубой»(Из цикла «Следы»), 2006 год
- «Закат над руинами»(Из цикла «Следы»), 2006 год
- «Начало»
- «К морю»
- «Дожди»
- «Свежий ветер»
- «Тени и отражения»
- «Художник»
- «В туман...»